# Episodi di Polizeiinspektion 1 (quarta stagione)
La quarta stagione della serie televisiva Polizeiinspektion 1 è stata trasmessa in anteprima in Germania dalla ARD tra il 6 ottobre 1981 e il 29 dicembre 1981.
| nº | Titolo originale          | Titolo italiano | Prima TV Germania | Prima TV Italia |
| -- | ------------------------- | --------------- | ----------------- | --------------- |
| 1  | Der Fuchs und die Trauben | inedito         | 6 ottobre 1981    | inedito         |
| 2  | Große Scheine             | inedito         | 13 ottobre 1981   | inedito         |
| 3  | Der weiße Cadillac        | inedito         | 20 ottobre 1981   | inedito         |
| 4  | Ernste Absichten          | inedito         | 27 ottobre 1981   | inedito         |
| 5  | Der Mord                  | inedito         | 3 novembre 1981   | inedito         |
| 6  | Fluchtversuch             | inedito         | 10 novembre 1981  | inedito         |
| 7  | Die Trickdiebin           | inedito         | 17 novembre 1981  | inedito         |
| 8  | Der Spieler               | inedito         | 24 novembre 1981  | inedito         |
| 9  | Die Grille und die Ameise | inedito         | 1º dicembre 1981  | inedito         |
| 10 | Der nächtliche Gast       | inedito         | 8 dicembre 1981   | inedito         |
| 11 | Rosenmontag               | inedito         | 15 dicembre 1981  | inedito         |
| 12 | Einrichtungshaus Franke   | inedito         | 22 dicembre 1981  | inedito         |
| 13 | Urlaubsfreuden            | inedito         | 29 dicembre 1981  | inedito         |